# Benjamin Church (militare)
Benjamin Church (Colonia di Plymouth, 1639 – Little Compton, 17 gennaio 1718) è stato un militare e falegname statunitense.
È considerato il padre dei ranger statunitensi. Fu il capitano dei primi Ranger in America (1676). Church fu incaricato dal governatore della colonia di Plymouth, Josiah Winslow, di creare la prima compagnia di ranger in occasione della guerra di Re Filippo. In seguito la utilizzò per gli attacchi all'Acadia durante la guerra di Re Guglielmo e la guerra della Regina Anna.
Church progettò il gruppo principalmente per emulare lo stile bellico degli indiani. Per questo si sforzò imparare la tattica direttamente dagli indiani. Gli americani divennero ranger esclusivamente sotto la tutela degli alleati indiani. Fino alla fine del periodo coloniale, i ranger dipesero dai nativi sia come alleati che come insegnanti.
Church sviluppò corpi speciali di frontiera mischiando coloni bianchi ed alleati indiani per attaccare i nativi ostili ed i francesi dove le normali milizie erano inefficaci. Le sue memorie, "Entertaining Passages relating to Philip's War", furono pubblicate nel 1716 e sono considerate il primo manuale militare statunitense.

## Famiglia
Nato nella colonia di Plymouth verso il 1639, Church sposò Alice Southworth il 26 dicembre 1667 a Duxbury (Massachusetts). Abitò per un periodo a Duxbury prima di trasferirsi a Bristol.

## Guerra di Re Filippo
Church fu il principale aiutante del governatore Josiah Winslow della colonia di Plymouth. Combatté da capitano la guerra di Re Filippo (1675–1678) sulla frontiera della Nuova Inghilterra contro i nativi Wampanoag, Nipmuck e Podunk. È conosciuto soprattutto per quanto fatto in questo periodo al comando di una compagnia. Gli uomini di Churchill furono la prima forza coloniale a razziare con successo gli accampamenti indiani in foreste e paludi. Nei decenni precedenti i coloni stavano sulla difensiva con i nativi, nonostante le relazioni furono pacifiche fino al 1675.
A Church fu permesso di reclutare indiani quando le tattiche tradizionali del tempo si dimostrarono inefficaci. Convinse molte tribù neutrali o ostili ad arrendersi e ad unirsi alla propria unità, dove avrebbero rappresentato truppe irregolari. Alcuni di loro erano stati convertiti al cristianesimo prima della guerra. Furono definiti indiani preganti. Dopo essere stati organizzati dalla Chiesa, le truppe trovarono gli indiani nelle foreste e nelle paludi e li assaltarono tendendo imboscate ai loro accampamenti.

### Combattimento di Great Swamp

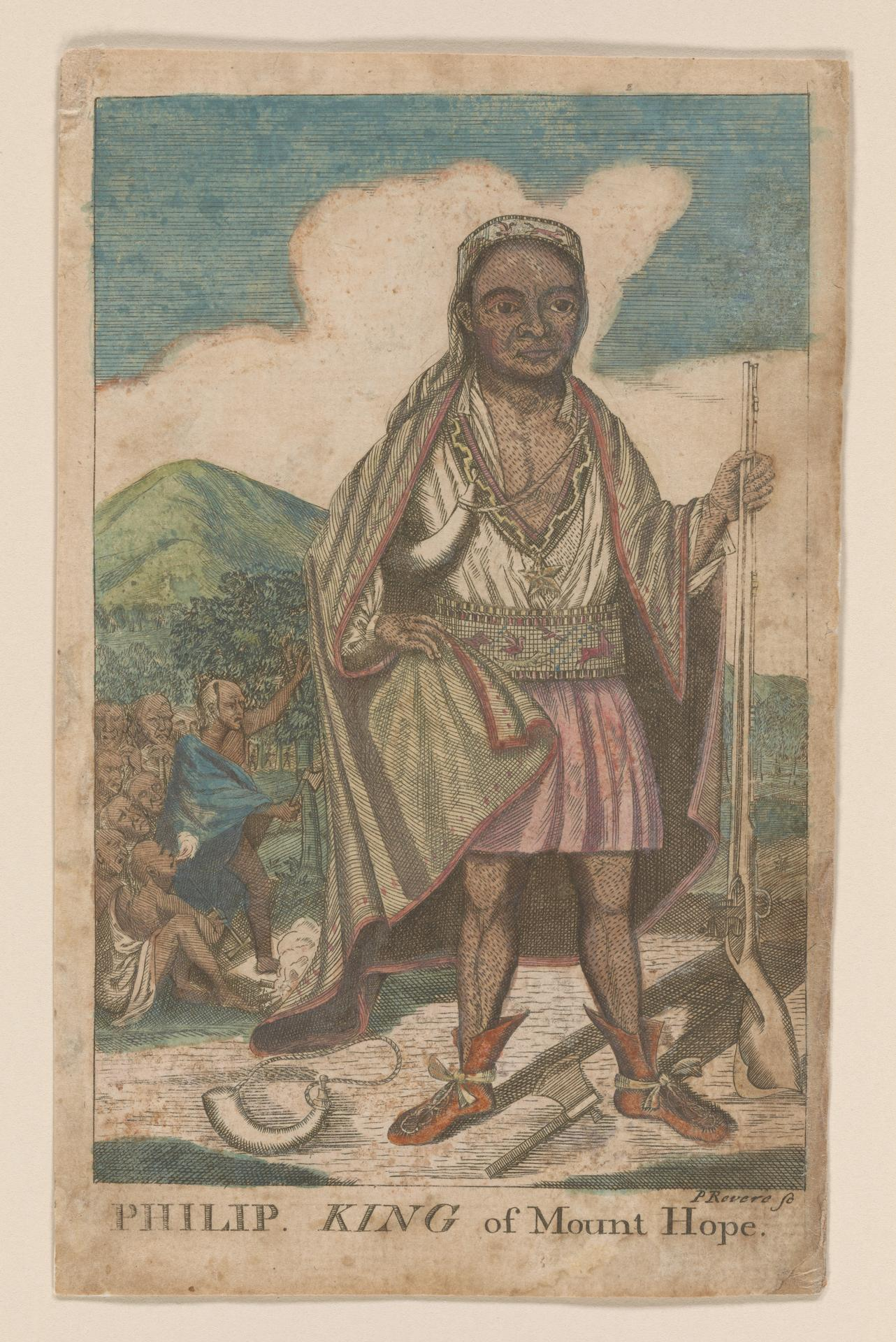
Ritratto di Re Filippo eseguito da Paul Revere, illustrazione tratta dall'edizione del 1772 dell'opera di Benjamin Church intitolata The Entertaining History of King Philip's War

Durante il combattimento di Great Swamp Church fu ferito, e circa 300 Narragansett morirono.
Dopo il combattimento di Great Swamp Benjamin Church ed altri speravano di inseguire i Narragansett fino ai loro villaggi. I nativi erano fuggiti lasciando Church e gli altri bloccati in territorio nemico senza provviste. La spedizione dovette combattere per sopravvivere ed alla fine fu obbligata a mangiare i propri cavalli.
La guerra finì poco dopo le operazioni della compagnia di Church il 12 agosto 1676, quando uno degli alleati indiani di Church (John Alderman) uccise il capo re Filippo (noto anche col nome di Metacomet). Esaminando il corpo di Filippo Church disse: "una bestia dolente, enorme, nuda e sporca". Filippo fu macellato in maniera tradizionale, come facevano allora gli inglesi per punire tradimento.

## Guerra di Re Guglielmo
Durante la guerra di Re Guglielmo Church guidò quattro gruppi dalla Nuova Inghilterra in Acadia (che comprendeva parte del Maine) contro gli Acadiani ed i nativi. Nella prima spedizione in Acadia, il 21 settembre 1689, il maggiore Benjamin Church e 250 soldati difesero un gruppo di coloni inglesi nella battaglia di Deering Oaks (nota anche come battaglia di Brackett's Woods). Gli inglesi cercarono di fermarsi a Falmouth (Maine) (attuale Portland). Gli indiani uccisero 21 di loro prima di venire sconfitti e ritirarsi. Church tornò a Boston lasciando il piccolo gruppo di coloni inglesi indifeso. La primavera seguente, nel maggio 1690, oltre 400 francesi e nativi guidati da Vincent d'Abbadie tornarono a Falmouth e massacrarono tutti i coloni britannici nella battaglia di Fort Loyal. Quando Church tornò al villaggio in estate seppellì i morti

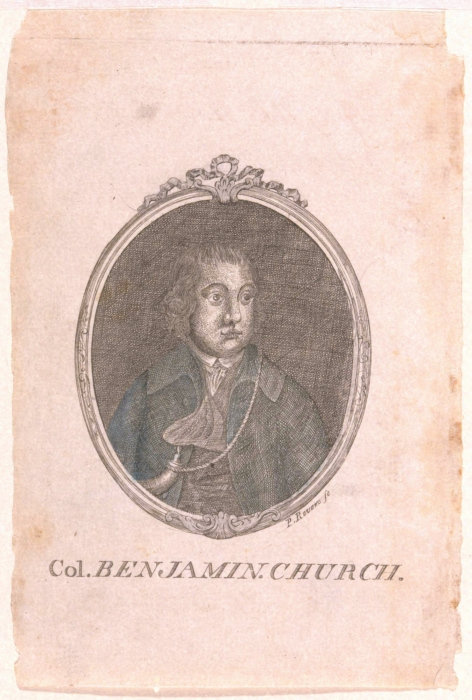
Incisione raffigurante Church di Paul Revere. Yale University Art Gallery. Il ritratto è in realtà del poeta inglese Charles Churchill (vedi)

Nella seconda spedizione l'anno dopo, l'11 settembre 1690, Church giunse con 300 uomini a Casco Bay. La sua missione era di riprendersi Fort Pejpescot (oggi Brunswick), conquistata dai nativi. Risalì il fiume Androscoggin fino a Fort Pejepscot. Da qui risalì il fiume per 60 km fino a Livermore Falls ed attaccò un villaggio nativo. Gli uomini di Church spararono a 3-4 indiani mentre si stavano ritirando. Church scoprì cinque prigionieri inglesi nelle tende. Church uccise sei o sette prigionieri e ne prese nove. Pochi giorni dopo, per vendetta, i nativi attaccarono Church a Cape Elizabeth a Purpooduc Point, uccidendo 7 suoi uomini e ferendone altri 24. Il 26 settembre Church tornò a Portsmouth, in New Hampshire.
La terza spedizione di Church fu nel 1692 quando razziò Penobscot (attuale Indian Island) con 450 uomini. Church ed i suoi uomini attaccarono Taconock (Winslow).
Quattro anni dopo Church organizzò la quarta spedizione durante la quale assediò Fort Nashwaak (attuale Fredericton), allora capitale dell'Acadia, e assaltò Chigneto in Acadia quando ormai era stato promosso maggiore. Nonostante pesasse circa 113 kg guidò personalmente le truppe nell'uccisione degli abitanti di Chignecto, saccheggiando le loro case, bruciandole ed uccidendone il bestiame.

## Guerra della Regina Anna
Durante la guerra della Regina Anna Church organizzò la sua quinta ed ultima spedizione in Acadia. Per vendicare il massacro Deerfield, nel 1704 il maggiore Church razziò l'Acadia colpendo Castine, St. Stephen, Grand Pre, Pisiguit (attuale Falmouth e Windsor) e Chignecto. Church prese un ex prigioniero dei Maliseet, John Gyles, come traduttore. Catturò prigionieri e disse di voler lasciare in piedi solo cinque case in Acadia. Uno dei prigionieri famosi catturati in Acadia nell'assalto a Pisiguit (1704) fu Noel Doiron.

## Retaggio

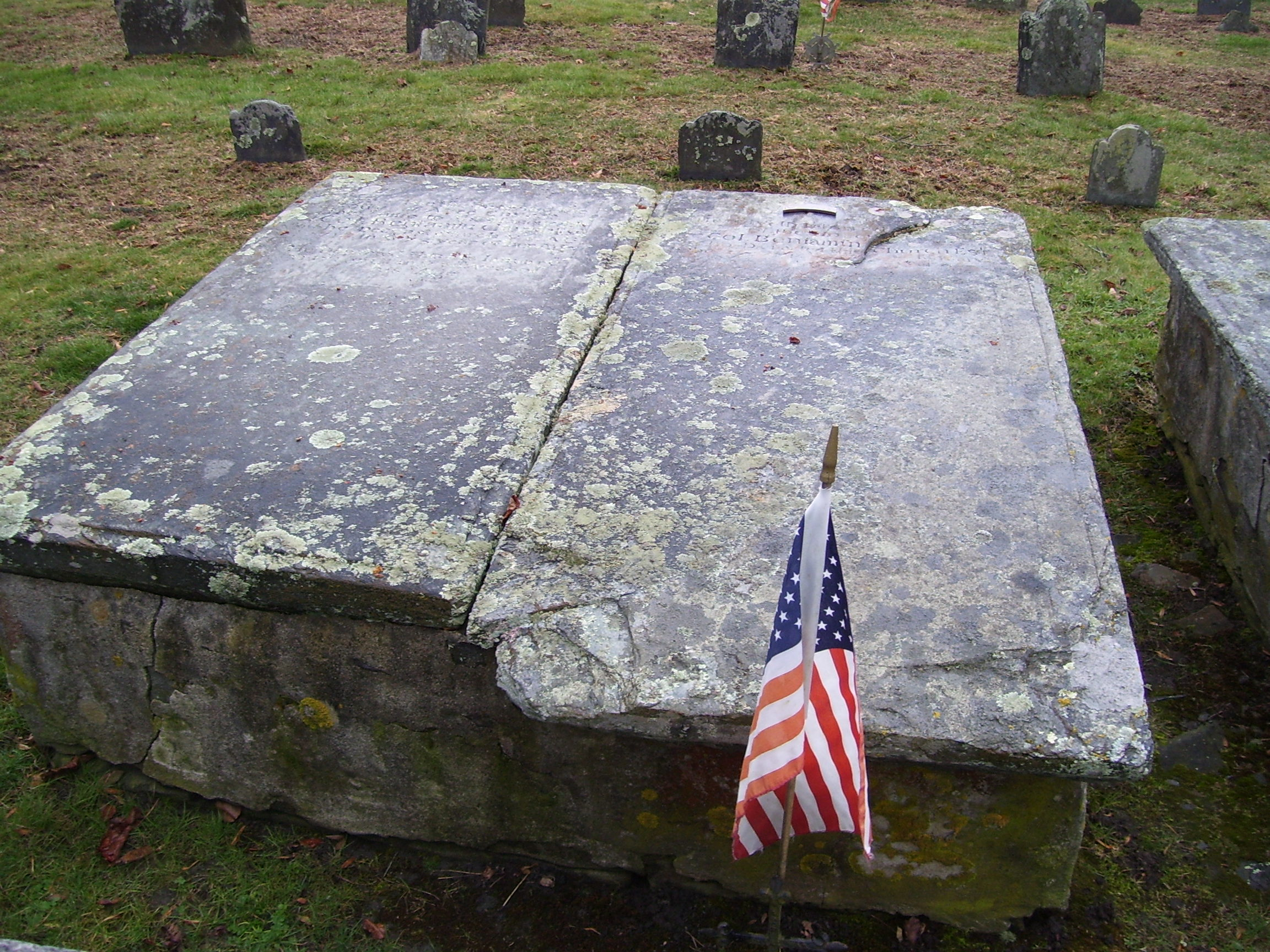
tomba di Benjamin Church nel Little Compton Common a Rhode Island

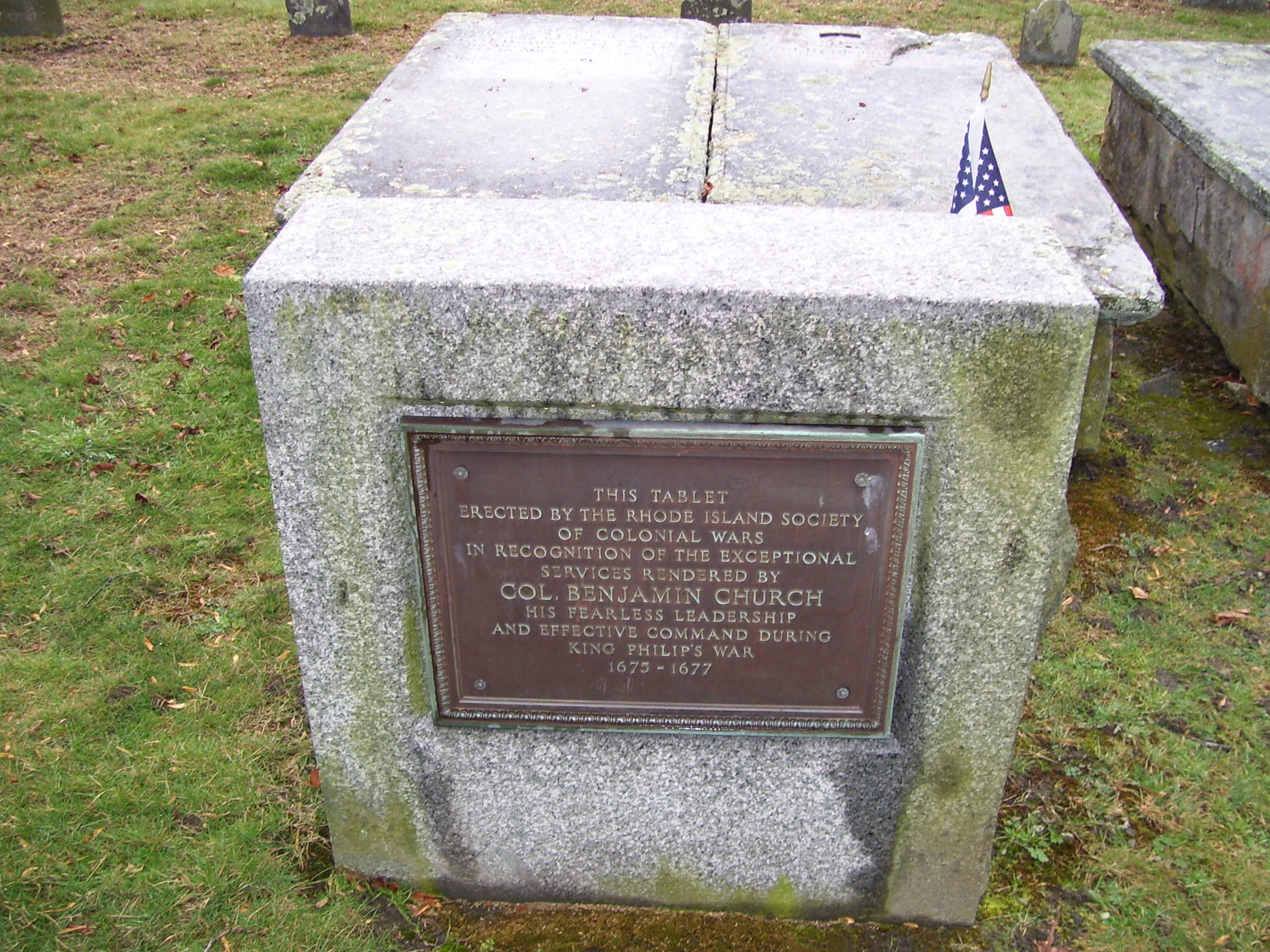
Tomba di Benjamin Church

Ricoprì cariche pubbliche come primo rappresentante di Bristol a Plymouth tra il 1682 ed il 1684. Church morì a Little Compton nel 1718 e fu sepolto nel cimitero di Little Compton Common.
Church annotò le sue tattiche e le operazioni del 1675-1676, che furono poi pubblicate nel 1716 col titolo di "Entertaining Passages relating to Philip's War". Il colonnello Church era il bisnonno del dottor Benjamin Church, primo "chirurgo generale" dell'Esercito Continentale. Il dottor Church, che si pensava essere un convinto Whig, fu poi arrestato da George Washington in quanto spia del generale Thomas Gage.
Tra i famosi ranger ci furono Rogers' Rangers e Gorham's Rangers, che proseguirono la tradizione iniziata da Church.
Nel 1992, per le innovative tattiche militari, Church fu inserito nella Ranger Hall of Fame, ed una Ranger Tab in bronzo fu affissa alla sua lapide.